# در کام جنون
در کام جنون (انگلیسی: In the Mouth of Madness) فیلمی نئو نوآر ترسناک، مهیج و معمایی به کارگردانی جان کارپنتر است که در سال ۱۹۹۵ منتشر شد.

## خلاصه فیلم
یک مأمور بیمه که بر روی ناپدید شدن نویسنده کتاب‌های ترسناک تحقیق می‌کند، متوجه می‌شود که تأثیرات کتاب‌های او بر روی طرفدارانش بسیار بیشتر از الهام‌بخشی است…